# Pat Toomey
Patrick Joseph "Pat" Toomey (ur. 17 listopada 1961) – amerykański polityk, działacz Partii Republikańskiej. W latach 2011–2023 roku pełnił funkcję senatora Stanów Zjednoczonych 3. klasy z Pensylwanii. Wcześniej przez 6 lat reprezentował w Izbie Reprezentantów 15. okręg wyborczy tego stanu.
W 2004 roku Toomey wystartował w republikańskich prawyborach przeciwko Arlenowi Specterowi, który uchodził za jednego z najbardziej centrowych, a nawet lewicowych senatorów należących do Partii Republikańskiej. Toomey zarzucał mu, że nie jest wystarczająco konserwatywny. Prawybory zakończyły się minimalnym zwycięstwem Spectera 51%-49%.
Toomey po raz kolejny wystartował do Senatu w 2010 roku. W międzyczasie Specter zmienił przynależność partyjną i został demokratą. Dla Demokratów był on z kolei za mało lewicowy i przegrał prawybory tej partii z kongresmenem Joe Sestakiem. Toomey z kolei bez problemu wygrał prawybory republikanów. Po długiej i zaciętej kampanii kandydat republikanów wygrał 51%-49%. W 2016 roku został wybrany na drugą kadencję, która kończy się w 2023 roku. W październiku 2020 roku Toomey ogłosił, że nie będzie ubiegać się o reelekcję w 2022 roku.